# Архелај II
Архелај II  је био краљ античке Македоније од 396. п. н. е. до 393. п. н. е.